# 甲陽園山王町

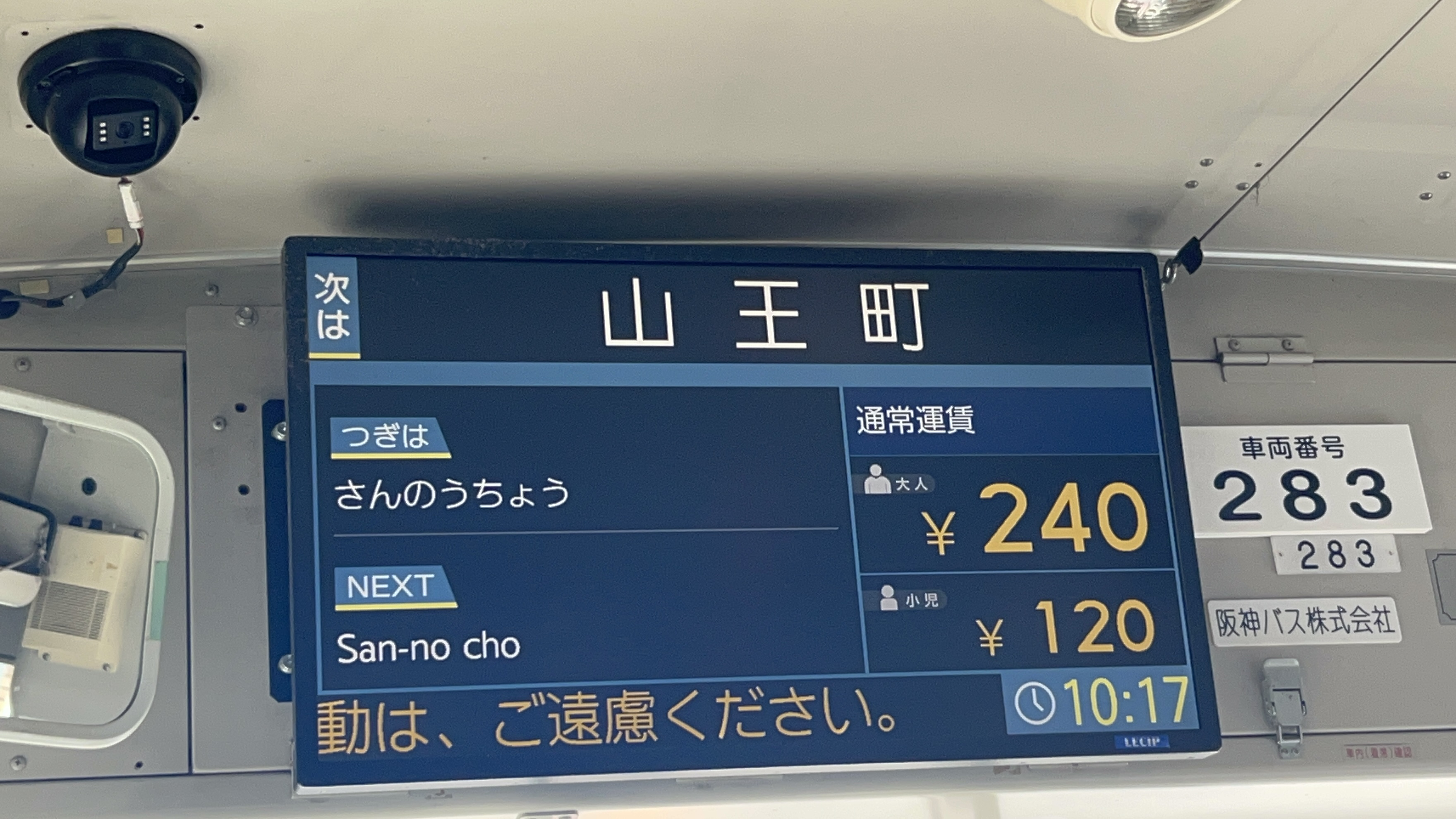
阪神バス山王町停留所案内

甲陽園山王町（こうようえんさんのうちょう）は、兵庫県西宮市にある町丁。丁目はない。郵便番号は662-0018。座標: 北緯34度45分53.438秒 東経135度19分58.241秒 / 北緯34.76484389度 東経135.33284472度

## 地理
東は甲陽園東山町、西・北は甲陽園目神山町、甲陽園西山町、南は甲陽園日之出町と隣接している。

## 交通

### 鉄道
鉄道は走っていない。

### バス
| 路線名   | 業者     | 起点   | 町内の停留所               | 終点   |
| -------- | -------- | ------ | -------------------------- | ------ |
| 鷲林寺線 | 阪神バス | (環状) | (新甲陽町)-山王町-(甲山町) | (環状) |

## 校区
出典:
| 区域 | 小学校       | 中学校     |
| ---- | ------------ | ---------- |
| 全域 | 甲陽園小学校 | 大社中学校 |

## 施設
- 山王公園
- 山王東公園
- 山王西公園
- 山王山公園
- 山王おおいし公園